# Distretto di Yazıhan
Il distretto di Yazıhan (in turco Yazıhan ilçesi) è uno dei distretti della provincia di Malatya, in Turchia.